# Krzyż na Giewoncie
Krzyż na Giewoncie – metalowy krzyż na szczycie Wielkiego Giewontu (1894 m n.p.m.) w masywie Giewontu.
Inicjatywa wyszła od ówczesnego proboszcza zakopiańskiego, Kazimierza Kaszelewskiego, na pamiątkę 1900. rocznicy urodzin Jezusa Chrystusa. Aby przekonać się, jakiej wysokości będzie potrzebny krzyż, by był widoczny z Zakopanego, zrobiono próbę: z dwóch długich żerdzi zabranych z szałasu zbito krzyż o wysokości 10,5 m – był on widoczny. Metalowy krzyż w elementach wykonała fabryka Góreckiego w Krakowie, przywieziono go koleją.
Krzyż ma wysokość 17,5 m, z czego 2,5 m jest wkopane w skały, ramię poprzeczne ma długość 5,5 m. Składa się z 400 żelaznych elementów o łącznej wadze 1819 kilogramów („Tatry” 3/2009 podaje 1978 kg), które zostały podwiezione wozami konnymi na Halę Kondratową, a stąd wyniesione przez parafian z Zakopanego własnoręcznie na szczyt. Pracowało przy tym pół tysiąca osób, użyto osiemnastu wozów. Oprócz metalowych elementów wyniesiono jeszcze 400 kg cementu i 200 płóciennych konewek wody (ze źródła pod Kondracką Przełęczą). Montaż trwał od 3 do 9 lipca 1901r, dokonało go 6 górali i pracownicy Góreckiego pod jego osobistym nadzorem. Na skrzyżowaniu ramion krzyża znajduje się napis: Jesu Christo Deo, restitutæ per ipsum salutis MCM (łac. Jezusowi Chrystusowi, Bogu, w 1900 rocznicę przywrócenia przez Niego zbawienia). 19 sierpnia 1901 r. odbyła się uroczysta msza, po której na szczyt Giewontu ruszyła procesja, w której uczestniczyło ok. 300 osób. Na miejscu krzyż został poświęcony przez ks. kanonika kanclerza Bandurskiego z Krakowa.
W 1975 r. dokonano renowacji krzyża. Młodzież pod nadzorem ks. proboszcza Władysława Curzydły wyniosła z Hali Kondratowej na szczyt Wielkiego Giewontu 1200 kg piasku, 200 kg cementu oraz wodę do betonu. Betonem wypełniono wyrwę pod krzyżem i wzmocniono skały szczytu, sklejając je. Alpinista Krzysztof Szafrański pomalował konstrukcję krzyża na seledynowo, zabezpieczając ją przed korozją. W 1994 r. krakowska firma dokonująca remontu szlaku turystycznego (100 m łańcuchów, klamry, stopnie) odmalowała krzyż. Aby ustabilizować kopułę szczytową zamontowała 14 stalowych kotew wpuszczonych w skałę na głębokość 1 m, a luźne fragmenty skał sklejono specjalnym mineralnym klejem. W 2000 roku zamontowano na krzyżu witraż z Chrystusem miłosiernym i napisem „Jezu ufam Tobie”. Później Tatrzański Park Narodowy zdecydował o demontażu witraży, ponieważ osłabiały one konstrukcję krzyża, działając jak żagiel. W czerwcu i lipcu 2009 przeprowadzono kolejny remont krzyża.
Giewont jest jedną z najbardziej popularnych wśród turystów gór Polski. Sam krzyż na Giewoncie stanowi też obiekt pielgrzymek religijnych. 19 sierpnia (w rocznicę postawienia krzyża) i 14 września (w Święto Podwyższenia Krzyża Świętego) odbywa się z kościoła św. Krzyża w Zakopanem pielgrzymka do krzyża na Giewoncie.
Krzyż stojący na górującym nad Zakopanem Giewontem stanowi charakterystyczny i dobrze rozpoznawalny element. Można go przez lunetę obserwować ze szczytu Gubałówki.
Jest bardzo niebezpieczny w czasie burzy. 19 sierpnia 1937 r. podczas pielgrzymki w wyniku uderzenia piorunem zginęły 4 osoby, a 13 zostało porażonych (łącznie było 130 osób poranionych i kontuzjowanych). Największy wypadek zdarzył się 22 sierpnia 2019 r. – w wyniku uderzenia piorunem zginęły 4 osoby (w tym dwoje dzieci), a blisko 100 zostało porażonych. W czasie zbliżającej się burzy należy bezwzględnie zejść ze szczytu.
6 września 2007 krzyż został wpisany do rejestru zabytków województwa małopolskiego. Od 2007 roku replika krzyża, Bałtycki Krzyż Nadziei, stoi w Pustkowie nad Bałtykiem. Kolejna kopia stoi na polach lednickich. W ramach obchodów Wielkiego Jubileuszu Roku 2000 replika krzyża na Giewoncie została postawiona w Wojcieszowie na Dolnym Śląsku (krzyż milenijny).

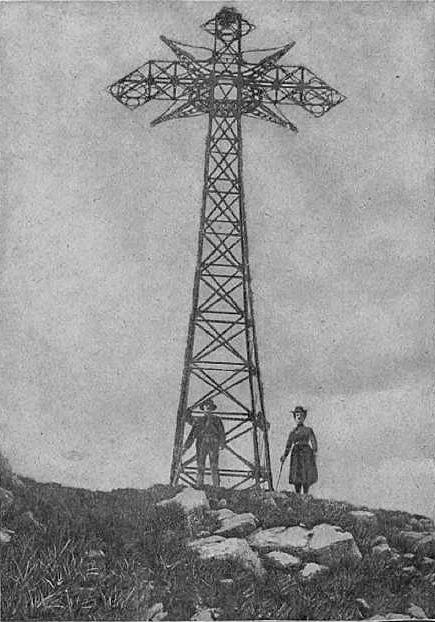
Krzyż w 1901 r.
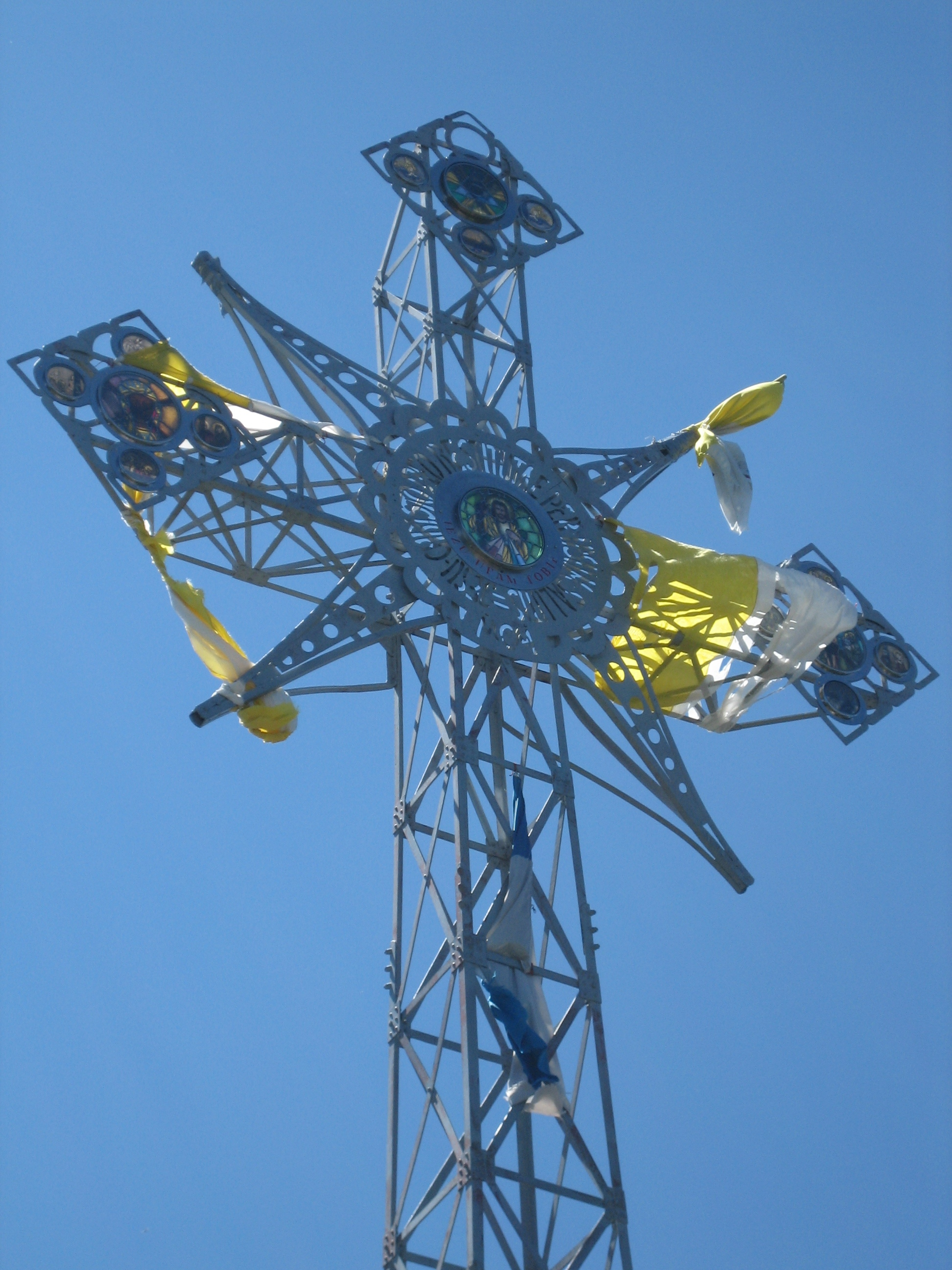
Krzyż w 2006 r.
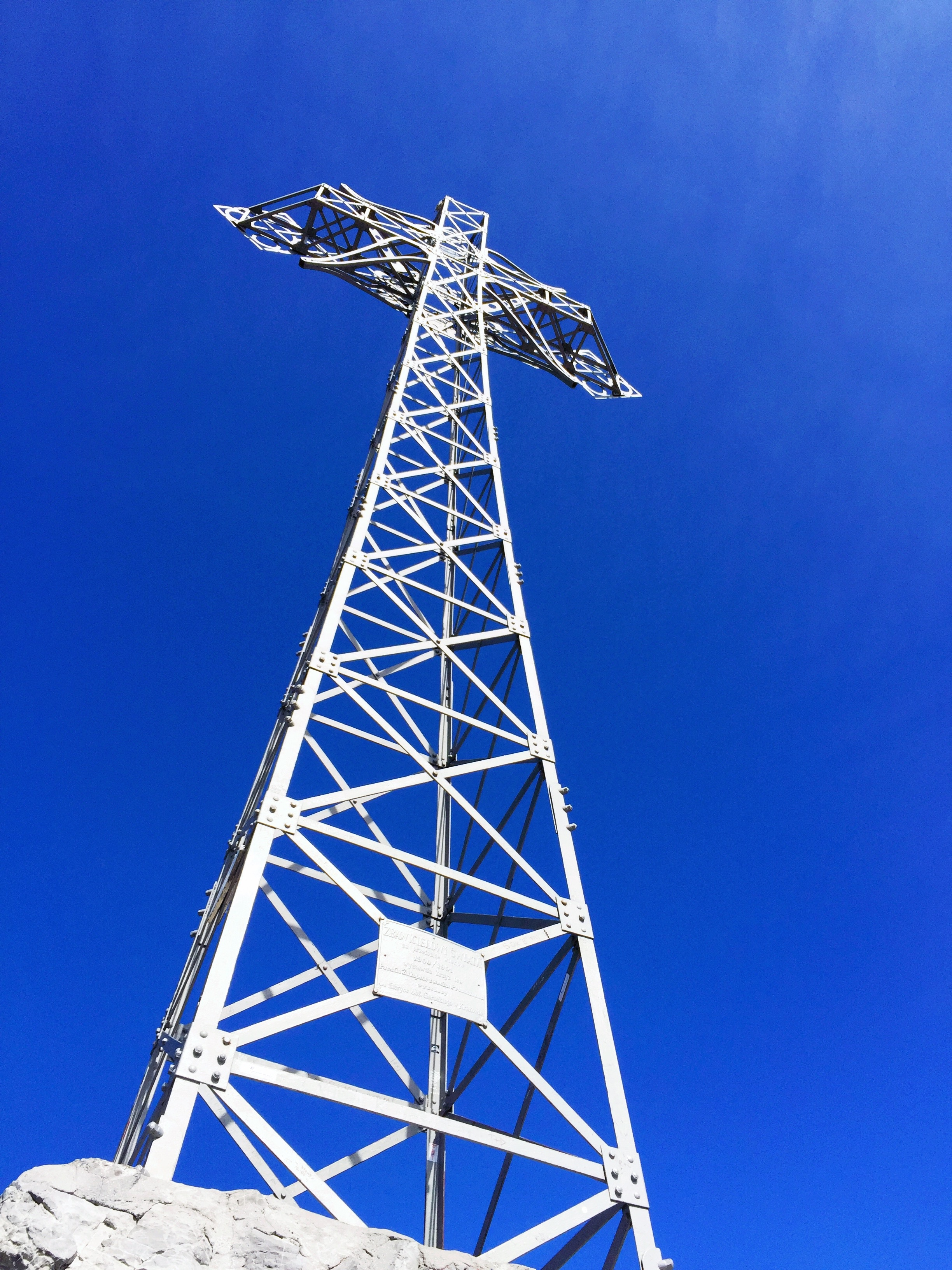
Krzyż w 2016 r.
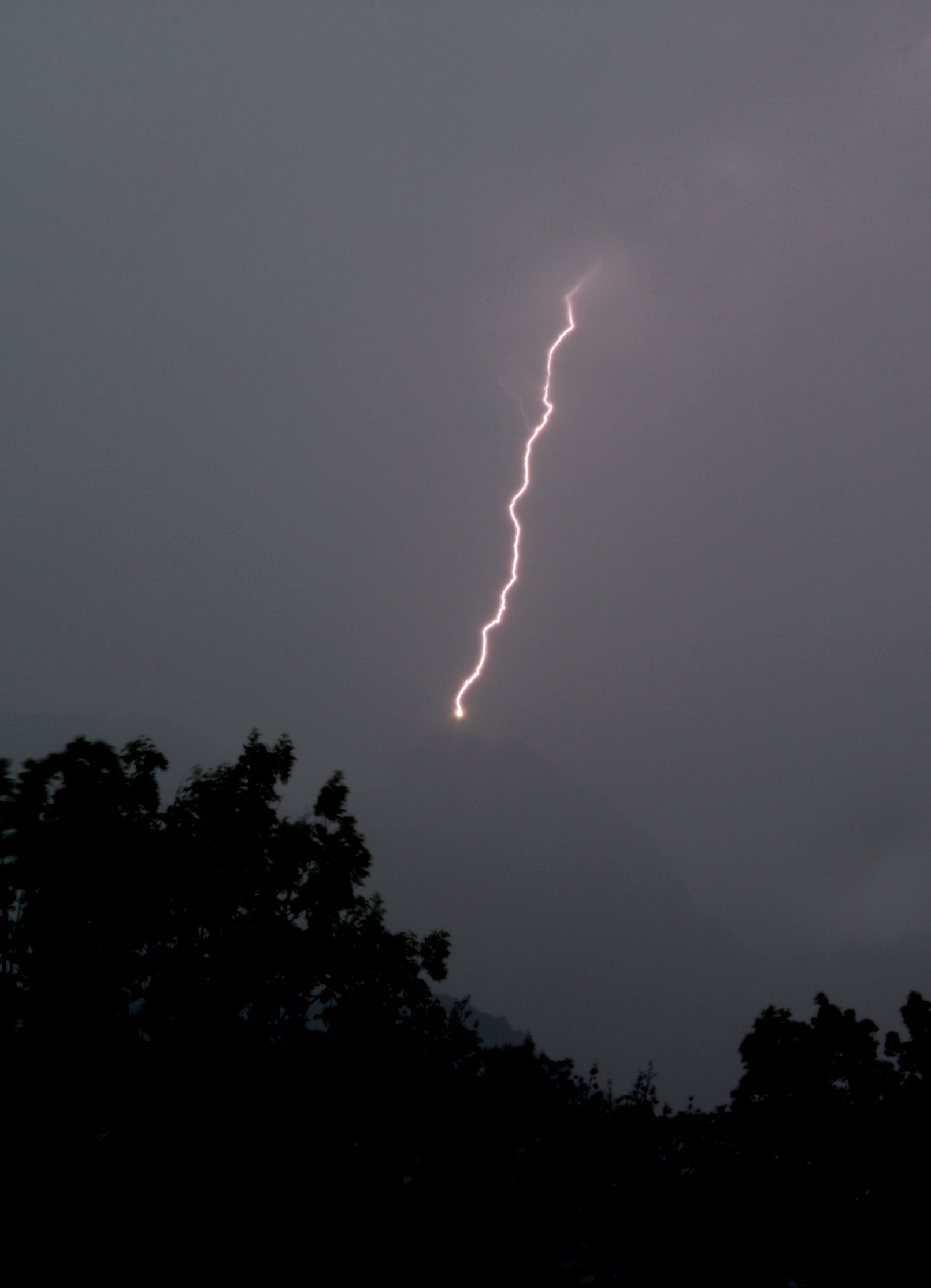
Uderzenie pioruna w krzyż na Giewoncie śmiertelnie poraziło 46 letniego turystę z Wielkiej Brytanii
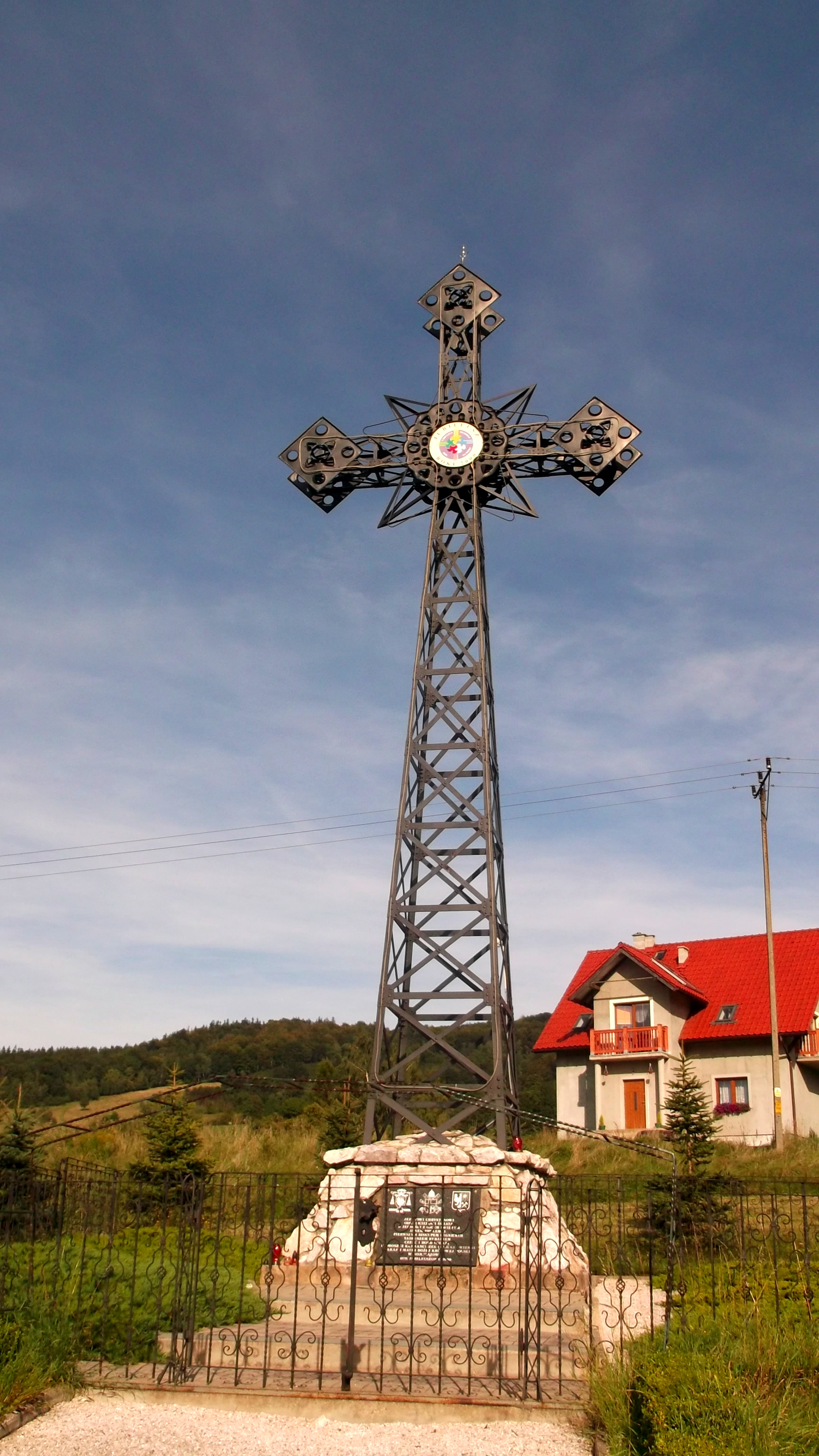
Replika krzyża znajdująca się w Wojcieszowie (krzyż milenijny)